# Gruta do Boqueirão
A Gruta do Boqueirão, ou Caverna do Boqueirão, localiza-se no município de Lavras da Mangabeira, no estado do Ceará, a cinco quilômetros ao norte da sede do município.
O gruta do Boqueirão, como o próprio nome indica, é uma garganta aberta, na serra homônima, pelo Jaguaribe-Mirim ou que, a cortou nos tempos das formações geográficas, com o volume das águas. Formada por duas partes descomunais, aberta, na própria rocha, a referida garganta, que dá vazão, através do rio Salgado, a todas as águas fluentes do sul do estado do Ceará, tem uma altura de noventa e três metros e uma largura de quarenta, com poço permanente à época da estação seca. Originária da desagregação da rocha, e com avultado comprimento, se bem que ignorado, demora essa gruta a cerca de cem palmos acima do nível do poço, apresentando a configuração de uma cúpula achatada e servindo de morada a morcegos.
No século XIX, como parte do projeto de combate a seca no Ceará, o governo imperial de D. Pedro II projetou a construção de um enorme reservatório no local. Os estudos foram confiados ao engenheiro inglês Jules Jean Revy, que chegou a conclusão da inviabilidade do empreendimento devido a diversos fatores, constantes do seu relatório, inclusive a fragilidade do rochedo nos encontros do muro e a dificuldade de se fazer um escoamento sobre a rocha sólida.
A respeito do Boqueirão e suas lendas, é muito comum se ouvir estórias a respeito de fenômenos estranhos que ocorriam no local, tanto no fundo do poço, como no interior da gruta, as quais encontram guarida na crendice popular. Salas ricamente atapetadas, mesas e altares com lindíssimas toalhas, baixelas de metal precioso e um carneiro de ouro viam-se, ali, em determinadas circunstâncias, de envolta com os encantamentos próprios das fantasias. Dizia-se, por exemplo, que no fundo do poço, que é extenso e profundo, quando a água serenava, era visto um carneiro de ouro em pé sobre uma pedra, prenunciando ali haver um intenso cabedal subterrâneo. E nos escâncaros da gruta que só se pode chegar lá de balsas pelo poço e subir as escadas até lá, era vista uma mesa atoalhada, com baixelas de ouro e prata. E se alguém conseguisse de fora, alcançar com longas varas a tal mesa e derrubar toda aquela riqueza, atemorizava-se ao ver que em poucos minutos estava novamente composta.